# Manggul (Lahat)
Manggul is een bestuurslaag in het regentschap Lahat van de provincie Zuid-Sumatra, Indonesië. Manggul telt 3576 inwoners (volkstelling 2010).